# Associació d'Aviadors de la República
L'Associació d'Aviadors de la República (ADAR) (en castellà: Asociación de Aviadores de la República, ADAR) és una associació formada per veterans de guerra que lluitaren com a aviadors en la guerra civil espanyola en el bàndol republicà. Edita la revista Ícaro.

## Fundació
Fou creada el 1976, a partir de la unió de dues associacions d'antics aviadors, l'Asociación de Aviadores Republicanos Españoles (AARE), fundada durant els anys 1950 a Mèxic, i la Liga de Antiguos Aviadores de la República Española (LAARE), fundada el 1952 per exiliats a Tolosa de Llenguadoc i París amb el nom de
 amb l'objectiu d'ajudar els antics aviadors exiliats. La nova organització es dividia en quatre delegacions: Centre-Nord-oest-Canàries, amb seu a Madrid i que publica el butlletí Icaro; Catalana-Nord-Balear, de Barcelona, amb el butlletí Alas Gloriosas; Llevant (València) i Delegació Sud-est (Múrcia) que aportaven notícies als butlletins mensuals de les delegacions anteriors. La gran fita de l'associació fou la rehabilitació dels aviadors republicans i l'obtenció de la seva graduació militar el 1984. El 1976 va celebrar la seva primera assemblea legal a Sant Boi de Llobregat, en la qual fou escollit president Jaume Mata i Romeu.

## Declivi i renovació

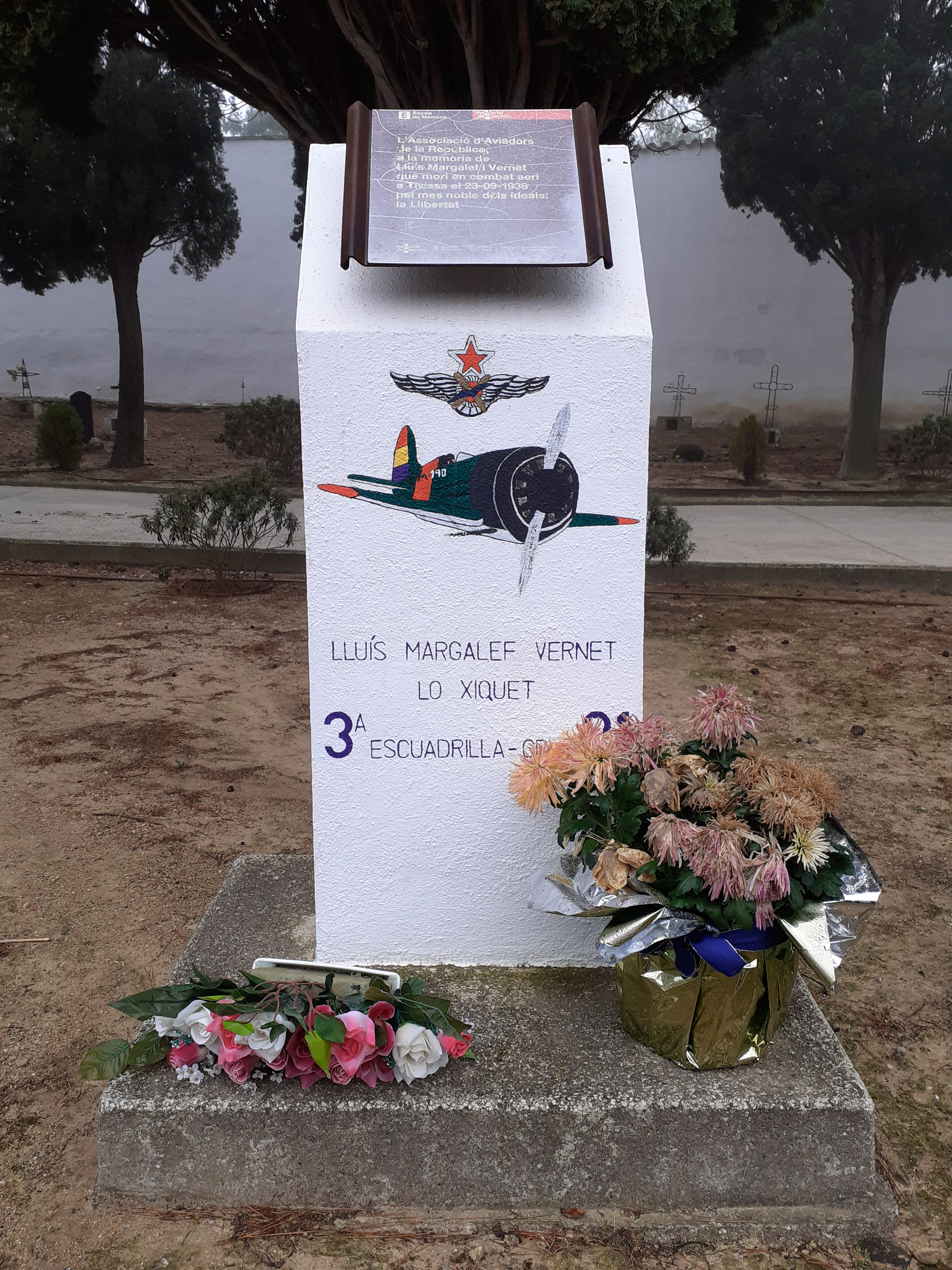
Monument en memòria de l'aviador Lluís Margalef Vernet al cementiri de Tivissa

A partir dels anys 1990 les delegacions comencen a minvar a causa de la mort biològica de molts dels seus membres. Tant l'AARE com l'Agrupació d'Aviadors de l'URSS resten inoperatives, i al mateix temps l'Assemblea General d'ADAR vota a favor de l'acceptació de persones que, sense ser aviadors o familiars directes d'ells, havien mostrat interès o clara simpatia per la història aeronàutica nacional. En 2003 es dissolen les delegacions de Llevant i Sud-est i els seus socis s'incorporen a les delegacions Catalana-Nord-Balear i Centre.
Amb la refundició es compila un abundant material bibliogràfic i gràfic amb el qual es crearà un arxiu publicat a una pàgina web de destinació pública. També organitzen diverses trobades d'aviadors. En la VII Trobada de 2008 feta a Tivissa es va rendir homenatge al pilot republicà Lluís Margalef i Vernet, que morí en combat aeri a la batalla de l'Ebre el 23 de setembre de 1938. El 2011 va rebre la Creu de Sant Jordi.